# Tila Tequila
Tila Nguyen, artísticament coneguda com a Tila Tequila (Singapur, 24 d'octubre de 1981), és una model, animadora, actriu i cantant americana que viu a West Hollywood, Califòrnia. És coneguda per les aparicions en revistes com Stuff, Maxim, Time, Penthouse, el seu paper com a amfitriona del programa de Fuse TV Pants-Off Dance-Off i la seva posició com a artista més popular a MySpace –segons la pàgina d'opinions–, a partir de l'abril del 2006. Va ser educada a Houston, Texas. El seu espectacle de MTV, A Shot at Love with Tila Tequila es va estrenar el 9 d'octubre de 2007.

## Treballant com a model i actuant
Tila Tequila és una reconeguda model malgrat la seva escassa alçada (només mesura 1.49 m). Nguyen va començar la carrera com a model a l'edat de 18 anys quan va ser descoberta a la Sharpstown Mall per un professional de Playboy i se li va oferir l'oportunitat de posar nua per a la revista. Després de fer una prova fotogràfica, al final es va mudar al sud de Califòrnia. Finalment va ser destacada com la Playboy Cyber Girl de la setmana el 22 d'abril de 2001. Poc després es va convertir en la primera asiàtica Cyber Girl del mes. Li van seguir uns pocs més reportatges fotogràfics consecutius per a la revista.
Ha aparegut en la portada de la revista Import Tuner, en espectacles automobilístics com Hot Import Nights i en el videojoc Street Racing Syndicate. El 2003, va ser una concursant a Surviving Nugent de VH1, un programa de telerealitat, on els participants realitzaven compromeses tasques i acrobàcies per a l'estrella del rock Ted Nugent. També va ser l'amfitriona més freqüent de la primera temporada de l'espectacle de ball Pants-Off Dance-Off, de Fuse TV, en el qual un grup de concursants es llevava la roba amb els vídeos musicals. Tila també havia treballat prèviament amb VH1 com a comentarista en WebJunks' 40 Greatest Internet Superstars.
Nguyen va sortir en la portada d'abril del 2006 de la revista Stuff, en l'entrevista interior va afirmar que el seu sobrenom de Tila Tequila es va produir quan va experimentar amb l'alcohol a l'escola i va tenir una reacció al·lèrgica greu. Va ser més tard inclosa en la Stuff’s 100 Sexiest Women Online. Va aparèixer a l'agost de 2006 en la portada de la revista Maxim UK, i va ser nomenada la número 88 en la seva Hot 100 List, apareixent també en la publicació de desembre de 2007.
Tequila va fer una aparició com una dels 12 estranys al primer programa d'Identity per a la NBC, el 6 d'abril de 2007. La pista per a la seva identitat era que tenia "més d'un milió d'amics en MySpace", un nombre que, a partir d'aquesta data, ascendiria a 1.771.920 i explicant. El 4 de març de 2007, Nguyen va fer una aparició en l'espectacle War At Home. També va aparèixer com una Hooters Girl el 2007, en la pel·lícula I Now Pronounce You Chuck and Larry.
L'agost del 2010 va decidir entrar a la indústria del cinema per a adults dient que ja havia trobat la seva veritable vocació

## A Shot at Love with Tila Tequila
El 26 de març de 2007, Tequila va anunciar en el seu blog de MySpace que podria estar gravant un programa de telerealitat de VH1. L'enregistrament va començar al maig de 2007, però l'espectacle es va traslladar a la cadena germana de VH1, MTV, aquell mateix estiu. El 9 d'octubre de 2007, A Shot at Love with Tila Tequila va ser emès en MTV. Era programa de cites amb una temàtica bisexual, on 16 homes heterosexuals i 16 dones lesbianes competien pels afectes de Tila, el gir és que els concursants no eren conscients de la bisexualitat de Tequila fins al final del primer programa. Els deu capítols de la sèrie van ser produïts per 495 Productions i MTV.
L'espectacle va ser el centre d'un acalorat debat en línia entre els conservadors cristians i Tequila després d'un article aparegut en The Christian Post el 13 de setembre de 2007. Després de veure l'article, Tequila va escriure una apassionada resposta en el seu blog el 28 de setembre de 2007, criticant a les esglésies per "atacs" a la comunitat gai mentre que agraïa a Déu per salvar la seva vida.
També el 2009 es va estrenar un nou Shot at Love anomenat A Shot at Love with Tila Tequila II, que va tenir un gran èxit.

## Tila's Hot Spot i altres projectes de negocis
El 2001 Nguyen va engegar lloc web, titulat Tila's Hot Spot. Originalment, es tractava d'un web que havia de contenir la seva informació, cotitzacions, blog i galeries fotogràfiques, incloent contingut pel qual es requeriria verificació d'adults i un pagament mensual de pagament per veure. Més tard, el format del lloc va ser renovat per TAJ Dissenys Inc., per mostrar continguts per a totes les edats i la informació per promoure la seva actual carrera, empreses, la seva informació personal, i una secció per a membres de pagament, incloent vídeos, galeries fotogràfiques no eròtiques, blogs i sessions de xat.
Durant l'any 2005 Nguyen va llançar Tilafashion.com, un lloc personalitzat amb la seva línia de roba per a homes i dones originalment sota el lema So hot you'll just want to take it all off!. El 2006, Tila va crear un lloc web titulat Tila Zone, que oferia contingut per utilitzar en MySpace i altres llocs web de xarxes socials inclosos dissenys, reproductors i galeries d'imatges.

## Carrera musical
Tequila va usar la seva carrera com a model a manera de trampolí per a altres negocis, potser convertint-la en el que és ara mateix. Als 20 anys, va optar pel seu interès en el rock i la música, començant a buscar bandes disposades a unir-s'hi. Finalment, va reunir a un grup anomenat Beyond Betty Jean, amb el qual va ser cantant i compositora. Després de la dissolució de la banda, Tequila va començar a treballar en estudis d'enregistrament per afinar les seves habilitats vocals i escriure música. Tequila es va convertir en la líder d'un grup anomenat Jealousy, que havia llançat cançons a través d'Internet. Jealousy ha aparegut en l'àlbum inaugural de MySpace Records, publicat a través de MySpace i Interscope Records.
Un important gir en la carrera musical de Tequila es va produir el 24 d'abril de 2006 durant l'enregistrament del MTV's Total Request Live. En una entrevista amb TRL VJs, Will.I.am va anunciar que Tequila havia signat amb el grup de música Will.I.am, una companyia discogràfica dirigida per A&M Records. Malgrat la seva gran signatura amb la discogràfica, Tequila va llançar independentment el seu primer Senzill I Love O a través d'iTunes el 27 de febrer de 2007, justificant aquest llançament amb el seu desig d'arribar a ser famosa per si mateixa. I Love O va començar el seu camí al cim de les llistes de popularitat d'iTunes en les següents 24 hores. Es va rodar un videoclip de la cançó, que estava disponible de franc després que la cançó s'hagués descarregat. Una vista prèvia del vídeo es va mostrar el 14 de febrer de 2007 a la seva pàgina de MySpace. El vídeo també s'ha llançat a través de telèfons mòbils. El 6 de març de 2007, el vídeo de Tila va ser el #1 més descarregat en iTunes d'Apple. Al març de 2007, el segell discogràfic amb seu a Washington D. C. anomenat The Saturday Team va publicar un EP anomenat Sex, by Tila Tequila. El 27 de juliol de 2007, el lloc web italià MusicBlob va revelar que Team Saturday i la distribuïdora Icon Music Entertainment Services havien demandat a Tila per la violació del seu contracte relacionat amb l'àlbum.
Després d'haver tingut un èxit considerable amb els seus senzills digitals, en el 2010, Tila Tequila lazó el seu segon EP, titulat Welcome to the Darkside. El EP inclou un cover de la cançó Blue Dress de Depeche Mode i un cover de la cançó Walking On Thin Ice de Yoko Ono el qual va tenir un vídeo que va ser llançat el 10 de març de 2011.
El 2010, Tila va anunciar en el seu Myspace oficial que el seu single Pop Rox seria llançat gratuïtament només pel dia de Sant Valentí i no va arribar a sortir a la venda.
El 2011, també va llançar el seu single I Love My DJ, que compta amb la seva versió explícita I F***d The DJ.
El 2011, Tila va anunciar que llançaria el seu proper single, You Can Dance,el 26 de juliol.

## Discografia

### EP
- Sex (2007)
- Welcome to the Dark Side (2010)

### Senzills
- "I Love O" (2007)
- "Stripper Friends" (2007)
- "Paralyze" (2008)
- "Pop Rox" (2011)
- "I Fucked the DJ (I Love My DJ)" (2010)
- "You Can Dance" (2011)